# Regional Comprehensive Economic Partnership

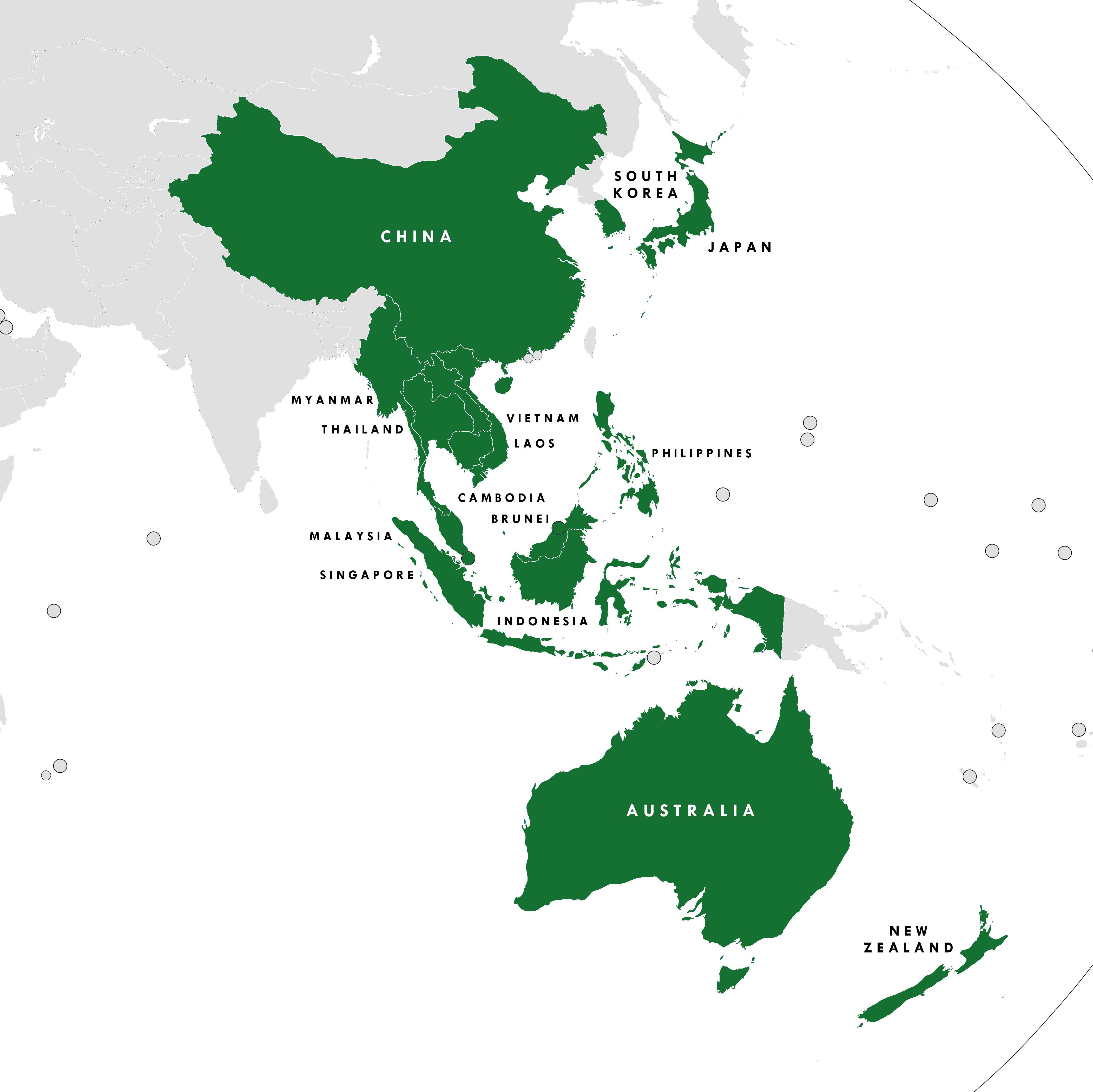
RCEP-Mitglieder:
ASEAN
ASEAN+3
ASEAN+6 (ohne Indien)Unterzeichnung: 15. November 2020, Inkrafttretung: 1. Januar 2022

Die Regional Comprehensive Economic Partnership (RCEP, deutsch Regionale umfassende Wirtschaftspartnerschaft) ist ein am 1. Januar 2022 in Kraft getretenes Freihandelsabkommen zwischen den zehn ASEAN-Mitgliedsstaaten und fünf weiteren Staaten in der Region Asien-Pazifik. Es ist die größte Freihandelszone der Welt.
Das Projekt zur Gründung der RCEP entstand 2012, als die ASEAN-Staaten Verhandlungen mit der Volksrepublik China, Japan und Südkorea (ASEAN+3) sowie mit Indien, Australien und Neuseeland (ASEAN+6) aufgenommen hatten. Ursprünglich war die Einführung der Freihandelszone für 2017 geplant. Aufgrund von Bedenken verließ Indien 2019 die Verhandlungen. Am 15. November 2020, zum Abschluss des 37. ASEAN-Gipfeltreffens in der vietnamesischen Hauptstadt Hanoi, fand schließlich die Vertragsunterzeichnung statt. Das Abkommen trat am 1. Januar 2022 in Kraft, gilt aber nur für die Staaten, die die Verträge bereits ratifiziert haben.

## Bedeutung
RCEP umfasste in der ursprünglich beabsichtigten Form (mit Indien) Staaten mit insgesamt ca. 3,6 Milliarden Menschen und einem Bruttoinlandsprodukt von etwa 17 Billionen US-Dollar, ohne Indien sind es zum Zeitpunkt des Vertragsabschlusses noch rund 2,2 Milliarden Menschen. Es betrifft (ebenfalls Stand 2020) knapp 30 Prozent des Welthandels, mit Indien wären es etwa 40 Prozent (zum Vergleich: die Europäische Union repräsentiert rund 33 % des Welthandels). Da für Asien, im Unterschied zu Europa, ein weiteres Bevölkerungswachstum prognostiziert wird und insbesondere für die Volksrepublik China ein weiterer starker Anstieg des Bruttoinlandsprodukts, wird die RCEP auch ohne Indien künftig die größte Handelszone der Welt sein.

## Ziele

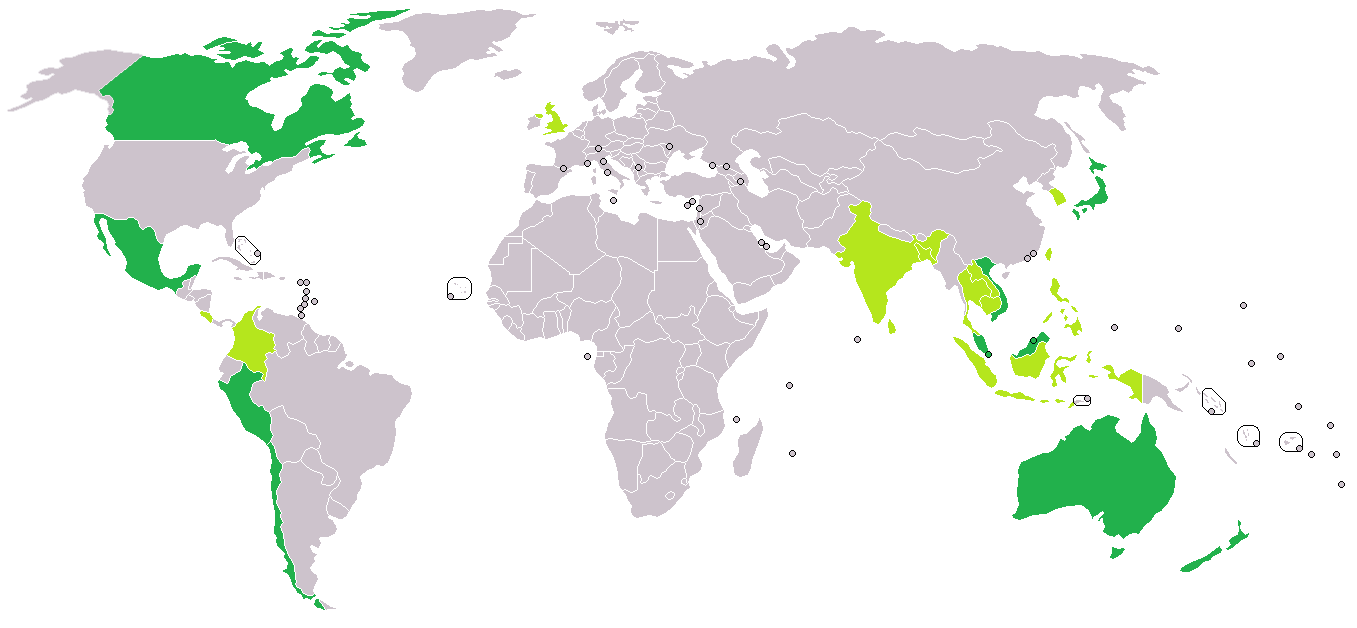
Mitgliedsstaaten von TPP
Beitrittsinteresse bekundet

Eckpunkte des Vertrages sind folgende:
- Zusammenarbeit der Mitgliedsstaaten in vielen Bereichen
- Umsetzung der Regeln der Welthandelsorganisation (WTO) zum Freihandel
- Abbau von Zöllen
- Investitionen in die Wirtschaft der RCEP-Staaten
- Festlegung der Mitglieder

Ein weiteres Ziel der RCEP war es, ein Gegengewicht zum Freihandelsabkommen Transpazifische Partnerschaft (TPP) zu schaffen. Nach dem Rückzug der USA aus TPP unter der Regierung von Donald Trump führten die verbliebenen elf TPP-Mitglieder das Abkommen als CPTPP weiter, das als Ergänzung zur RCEP gesehen wird; mehrere Staaten gehören beiden Handelszonen an und haben untereinander auch bilaterale Handelsabkommen vereinbart. Im Vergleich zur RCEP strebt die CPTPP eine noch stärkere Reduzierung von Zöllen (bis zu 99 Prozent) sowie höhere Sozial- und Umweltstandards an und beinhaltet mehr Restriktionen für staatseigene Unternehmen. Der Schwerpunkt der RCEP liegt auf dem weitgehenden Abbau von Handelshemmnissen, insbesondere Zöllen. Sie sieht nicht vor, dass die Mitglieder ihre Volkswirtschaften liberalisieren oder internationale Standards im Umweltschutz und Arbeitnehmerschutz erfüllen müssen. Die RCEP klammert den Wirtschaftssektor Landwirtschaft weitgehend aus, auch der Dienstleistungssektor wird kaum thematisiert, der grenzüberschreitende Datenaustausch bleibt ungeregelt. Der Schutz geistigen Eigentums und die Stärkung des Wettbewerbs bei staatlichen Ausschreibungen sind niedriger als im ursprünglichen TPP-Abkommen.
Im pazifischen Raum existiert zusätzlich ein Projekt für das Freihandelsabkommen FTAAP (Free Trade Area of the Asia-Pacific).

## Verhandlungsschwierigkeiten mit Indien
Indien gehörte ursprünglich zu den vorgesehenen Mitgliedern der neu zu schaffenden Freihandelszone. Durch seine Blockadehaltung gegenüber Regelungen zum geplanten Abbau von Zöllen gerieten die Verhandlungen jedoch ins Stocken. Hintergrund waren die Befürchtungen Indiens vor einer Flut von Industrieprodukten zu Dumpingpreisen aus China und von Agrarprodukten aus Australien und Neuseeland zum Nachteil der heimischen Wirtschaft. Dies hatte zur Folge, dass die anderen Verhandlungspartner mit dem Ausschluss Indiens von den Gesprächen drohten. Befürworter einer Teilnahme Indiens hatten argumentiert, das Land verliere Investitionen (weil Unternehmen ihre Lieferketten bevorzugt innerhalb eines Gebiets ohne differierende Anforderungen und Formalitäten aufbauen), während die Verbraucher zugleich mehr bezahlen müssten als sie sollten. Außerdem wäre Indien ein Gegengewicht zur wachsenden Dominanz der Volksrepublik China gewesen. Im Jahr 2019 verließ Indien jedoch die Verhandlungen und gehört daher nicht der Freihandelszone an.

## Unterzeichnung
Am 15. November 2020 fand die Unterzeichnung statt, bei der 15 der Mitgliedsländer wegen COVID-19 per Video teilnahmen, nachdem vorher bei dem Preparatory RCEP Ministerial Meeting in Form einer Videokonferenz am 11. November 2020 die Grundlagen geschaffen worden waren.

## Ratifizierung
Die Philippinen haben das Abkommen wegen Bedenken aus landwirtschaftlichen Kreisen noch nicht ratifiziert.

## Beitrittsantrag
- Chile  14. Juni 2024

## Mitgliedschaft
Die Mitgliedstaaten umfassen:
- alle zehn ASEAN-Mitglieder:
  -  Brunei
  -  Indonesien
  -  Kambodscha
  -  Laos
  -  Malaysia
  -  Myanmar
  -  Philippinen
  -  Singapur
  -  Thailand
  -  Vietnam
- alle ASEAN+3-Mitglieder:
  -  Volksrepublik China
  -  Japan
  -  Südkorea
- sowie zwei ASEAN+6-Mitglieder:
  -  Australien
  -  Neuseeland
- als ASEAN+6-Mitglied an den Verhandlungen beteiligt, aber nicht beigetreten:
  -  Indien

Weder die USA noch die EU nahmen an den RCEP-Verhandlungen teil, jedoch können weitere Staaten dem Freihandelsabkommen zukünftig beitreten. Japan, Vietnam, Singapur, Brunei, Malaysia, Australien und Neuseeland gehören sowohl der RCEP als auch der CPTPP an.